# Kwaidan
Kaidan (怪談, che in giapponese moderno è ormai romanizzato e pronunciato kaidan) è una parola giapponese che, nel suo significato più ampio, indica una qualsiasi storia di fantasmi. La parola divenne popolare in inglese grazie a Lafcadio Hearn col suo libro Kwaidan: Stories and Studies of Strange Things, che denota un particolare genere di antichi racconti giapponesi sui fantasmi. Molti di questi racconti sono presenti nel libro succitato, mentre altri sono le storie di Okiku.

Il film Kwaidan presenta quattro storie dal libro di Lafcadio Hearn.
Kaidan può anche riferirsi ad alcuni libri e film moderni in stile J-Horror, che prendono spunto proprio dal genere di Kaidan classico (kaidan eiga): un esempio ne sono i film Ju-on e Ring (e l'omonimo libro).

## Elementi della trama nel genereKwaidan
Molto spesso è presente nell'intreccio un fantasma che, per vendicare le crudeltà subite da una certa persona durante la sua vita, tormenta certi individui. Per esempio, nella storia di Okiku, il fantasma di questa ragazza tormenta il suo maestro piangendo incessantemente. Ciò forma la base del racconto di Lafcadio Hearn, Diplomacy ("Diplomazia"), nel libro Kwaidan: Stories and Studies of Strange Things.
Nel film Ring viene ripreso questo motivo, "potenziato", con il personaggio di Sadako Yamamura che si vendica non soltanto sui responsabili della sua morte, ma su tutti coloro che si trovino sulla sua strada.
Molto spesso, poi, le trame Kwaidan presentano un finale a sorpresa molto vago od oscuro.